# Geodromus
Geodromus es un  género de coleópteros adéfagos de la familia Carabidae.

## Especies
Comprende las siguientes especies:
- Geodromus becvari Kataev & Wrase, 2006
- Geodromus dumolinii Dejean, 1829